# 施米特·帕尔
施米特·帕尔（匈牙利語：Schmitt Pál，發音：[ˈʃmitt ˈpaːl]；1942年5月13日—），匈牙利政治家，前击剑运动员，曾任总统、国会主席。

## 生平
生于匈牙利布达佩斯。1968年墨西哥城奥运会和1972年慕尼黑奥运会两度代表匈牙利获得男子重剑团体冠军。
2010年5月14日，施米特当选为匈牙利国会主席。2010年6月29日，施米特作为执政党青年民主主义者联盟的候选人参與匈牙利总统选举，并成功当选。
2012年3月，匈牙利塞麦尔维斯大学宣布，施米特早年的博士論文涉嫌抄襲，其於1992年獲得的博士學位已被剝奪。4月，施米特宣佈辭去總統職務。